# Atlapetes fulviceps
Atlapetes fulviceps là một loài chim trong họ Emberizidae.